# Dahlia macdougallii
Dahlia macdougallii là một loài thực vật có hoa trong họ Cúc. Loài này được Sherff mô tả khoa học đầu tiên năm 1950.